# Pentax K20D
Die Pentax K20D ist eine digitale Spiegelreflexkamera des japanischen Herstellers Pentax, die im Januar 2008 als Nachfolger der Pentax K10D vorgestellt wurde und im Frühjahr 2008 auf den Markt kam. Zentrale Komponente ist der gemeinsam mit der Firma Samsung entwickelte CMOS-Bildsensor. Er bietet eine effektive Auflösung von 14,6 Millionen Pixeln auf 365 mm² und eine maximal Bildgröße von 4672 × 3120 Pixel. Die K20D ist auch Pentax' erste digitale Spiegelreflexkamera mit Live-View-Funktion. Zahlreiche andere Neuerungen betreffen die Kamera-Software.
Die Firma Samsung bietet ein weitgehend baugleiches Modell unter dem Namen GX-20 an.

## Wichtige Merkmale
Das Sensorformat 23,4 mm × 15,6 mm (APS-C), entspricht einem Verlängerungsfaktor für Objektive von etwa 1,54 gegenüber dem Kleinbildformat.
Die Funktion zur Erweiterung der Bilddynamik ergibt einen Blendenwert. Die Rauschunterdrückung funktioniert auf Hard- und Softwarebasis. Defekte Bildpunkte des Sensors werden durch Pixelmapping automatisch deaktiviert und interpoliert.
Der Staubschutz des Sensors erfolgt in 4 Stufen (Dust Reduction) durch abweisende Beschichtung des Low-Pass-Filters, durch die Möglichkeit, den Sensor in Schwingung zu versetzen, einen Klebestreifen im Gehäuse zum Auffangen des Staubs und eine Erkennung von Staubpartikeln auf dem Sensor und Darstellung auf dem Monitor.
Das Bildstabilisierungs-System Shake Reduction hat eine Wirksamkeit von bis zu 4 LW. Der Stabilisator ist im Gehäuse eingebaut und funktioniert somit mit allen Objektiven.
Die Stromversorgung mit wiederaufladbarem Lithium-Ionen-Akku vom Typ D-LI50 ist kompatibel mit dem Typ NP-400.
Das Gehäuse ist gegen Spritzwasser und Staub abgedichtet.
Das Gewicht beträgt ohne Akku und Speicherkarte 715 g, betriebsbereit 800 g. Die Maße der Kamera sind 141,5 mm × 101 mm × 70 mm (B × H × T).
Der schon als Zubehör zur K10D verfügbare Batteriegriff passt auch an die K20D.

## Bajonett und Objektive
Das KAF2-Bajonett ist rückwärtskompatibel mit allen K-Bajonett-Objektiven, die seit 1975 gebaut wurden. Kontakte zur Ansteuerung von Objektiven mit Fokussierung per Ultraschallmotor sind vorhanden. Daneben verfügt die K20D über einen gehäuseinternen Autofokusmotor, welcher Pentax-AF-Objektive ohne eigenen Motor antreibt.
Die Abblendmöglichkeit dient der Schärfentiefen-Vorschau.
Für die digitale Bildvorschau wird eine Probeaufnahme auf dem Monitor angezeigt und kann abgespeichert werden.
Das 11-Punkt-Autofokus-System (SAFOX VIII) ist mit 9 Kreuzsensoren ausgestattet. Durch das AF-Adjustment lassen sich Front- oder Back-Fokus-Probleme einzelner Objektive durch Feinjustierung beseitigen.

## Technische Beschreibung
Viele Bedienelemente am Gehäuse vereinfachen die Bedienung, z. B. gibt es 2 Einstellräder für Belichtungswerte und eine Taste für die Umschaltung ins RAW-Format.
Es gibt einen Intervalltimer sowie die Funktion Custom Image mit 4 Profilen für die Farbcharakteristik im JPG-Format.
Belichtungsreihen mit drei oder fünf Bildern sind möglich.
Daneben kann man erweiterte Belichtungsreihen und Mehrfachbelichtungen vornehmen. Die Seriengeschwindigkeit beträgt ca. 3 Bilder/Sekunde (Hi) oder 2,3 Bilder/Sekunde (Lo). Bei der Einstellung Hi können Bildserien bis zu 38 Bilder im JPG-Format und ca. 16 Bilder im RAW-Format aufgenommen werden; bei der Einstellung Lo JPG unbegrenzt oder ca. 16 Bilder im RAW-Format. Das hängt von der Speicherkartengeschwindigkeit ab. Der neue Burst Mode funktioniert mit 21 Bildern/Sekunde (bei hochgeklapptem Spiegel) bei einer Auflösung von 1,6 MP und maximal 115 Bildern.
Verschlusszeiten von 1/4000 bis 30 Sekunden können eingestellt werden, dazu Langzeitbelichtung (B) und Blitzsynchronzeit (X) 1/180 Sekunde.
Die Lichtempfindlichkeit lässt sich manuell oder automatisch von ISO 100 bis zu ISO 6400 einstellen, wobei Zwischenwerte in Halb- oder Drittelstufen möglich sind. Die Spiegelvorauslösung funktioniert in Verbindung mit dem 2s-Selbstauslöser und dem 3s-Infrarotauslöser.
Es gibt eine ISO-Automatik mit wählbarem Höchst- und Tiefstwert.
Die RAW-Dateien lassen sich neben dem Pentax-eigenen PEF-Format auch im universellen DNG-Format abspeichern. Eine kamerainterne Umwandlung von RAW-Dateien ins JPG-Format mit nun 4 Qualitätsstufen wird ermöglicht.
Der Pentaprismen-Sucher verfügt über eine 0,95-facher Vergrößerung und 95 % Sichtfeld. Der A/D-Wandler arbeitet mit 14 Bit Farbtiefe. Es existieren eine Feinkorrektur der Weißabgleichs-Voreinstellungen sowie mehrere Speicherplätze für manuellen Weißabgleich. Das User-Programm dient zum Abspeichern und raschen Aufrufen einer Kamerakonfiguration.
Das LC-Display hat eine Größe von 2,7″ (statt 2,5″ bei der K10D), eine Auflösung von 230.000 Bildpunkten und einen Betrachtungswinkel von bis zu 170°. Über den Monitor kann die Live-View betrachtet werden, jedoch ohne Autofokus. Der Monitor ist in 49 Stufen kalibrierbar.
Die Blitzsteuerung eines externen Blitzes kann drahtlos über den eingebauten Blitz erfolgen. Es besteht weiterhin ein X-Synchronkontakt für Blitzanlagen (einer der wenigen äußerlichen Unterschiede zur K10D). Blitzen lässt sich auf den zweiten Verschlussvorhang (mit dem internen Blitz und mit bestimmten Systemblitzgeräten). Wie bereits bei der Pentax *ist DL und im Gegensatz zur Pentax *ist D und der Pentax *ist Ds unterstützen die K20D und spätere Modelle keine analog gesteuerten TTL-Blitzgeräte mehr.

## Speicherkarten
Die Pentax K20D benutzt SDHC Karten bis zu 32 GB. Allerdings gibt es bei Kameras mit älterer Firmware Probleme beim Schreiben auf SDXC Karten. Dieses Problem kann durch Einspielen der Firmware 1.04 behoben werden.